# Jönssonligan & den svarta diamanten
Jönssonligan & den svarta diamanten är en svensk film från 1992, den sjätte om Jönssonligan, regisserad av Hans Åke Gabrielsson.

## Handling
Jönssonligans ledare Charles-Ingvar "Sickan" Jönsson har blivit inlagd på mentalsjukhus under sin tid i fängelset, och utan honom lyckas inte de övriga ligamedlemmarna Ragnar Vanheden (Ulf Brunnberg) och Dynamit-Harry (Björn Gustafson) särskilt bra med sina kupper. Sickans psykiater, doktor Max Adrian Busé (Peter Haber), har Sickans anteckningar och får i uppdrag av Wall-Enberg (Per Grundén) att lägga beslag på Greve Romanoffs (Rikard Wolff) svarta diamant. Diamanten är utställd i Nationalmuseum. För att kunna genomföra kuppen måste Busé ta hjälp av Vanheden och Harry.

## Rollista
- Peter Haber – Dr. Max Adrian "Doktorn" Busé
- Ulf Brunnberg – Ragnar Vanheden
- Björn Gustafson – Harry "Dynamit-Harry"
- Birgitta Andersson – Doris
- Björn Granath – kriminalkommissarie Nils Loman
- Pontus Gustafsson – kriminalassistent Konrad Andersson
- Bernt Lindkvist – polischef Egon Holmberg
- Per Grundén – direktör Wall-Enberg
- Weiron Holmberg – "Biffen" Johansson
- Lena T. Hansson – sekreteraren Mimmi
- Elias Ringqvist – Lillis
- Rikard Wolff – greve Romanoff
- Thomas Segerström – vakt
- Karl-Erik Andersén – fångvaktare
- Ulf Eriksson – patient
- Jonas Uddenmyr – vakt
- Sten Hellström – patient
- Jan Mybrand – personal på sjukhuset
- Kjell-Hugo Grandin – man vid stolpe
- Ulf Friberg – student
- Suzanne Ernrup – vittne
- Marianne Karlbeck – tidningsbud

## Om filmen
Jönssonligan & den svarta diamanten är en pastisch på filmen Dr. Mabuses testamente, en tysk thriller från 1933, av Fritz Lang.
Filmen spelades in omkring Stockholm mellan 30 mars och sommaren 1992, och sågs av 100 000 besökare första helgen efter premiären vilket då var rekord. Detta är också den första Jönssonligan-filmen som inte Gösta Ekman deltar i utan ersätts där av Peter Haber i huvudrollen.
Under inspelningen av scenen vid Roslagstulls sjukhus där kriminalkommissarie Lohman och kriminalassistent Andersson faller bakåt på en stege, blev stuntmannen Kimmo Rajala skadad och fick läggas in på sjukhus. Rajala klarade sig dock utan allvarligare skador.
Rikard Wolff tilläts använda en fransk brytning i sin roll som den ryske Greve Romanoff, vilket föll honom naturligt av sina meriter som fransk artist.

## Musik
Filmens musik skrevs av Thomas Lindahl. Ledmotivet utgavs 1992 på CD hos Warner/Chappell.